# زيد الأدهم
زيد الأدهم هو كاتب ومنتج ومخرج عربي كندي من أصل أردني، فاز بجائزة أفضل عمل فني أصلي في معرض الشرق الأوسط للأفلام والقصص المصورة عام 2012 عن شخصيتي «ويل»، و«أبو شاكوش»، وأصدر القصة المصورة «ويل 1» لأول مرة في مؤتمر الشرق الأوسط للأفلام والقصص المصورة 2016 مع الرسام السعودي ياسر علي رضا، حيث لقيت إشادة كبيرة من العديد من الصحف، مثل «جلف نيوز» و«ذا ناشونال» ولوس أنجلوس تايمز، وشهد مؤتمر سان دييغو كومك كون إنترناشونال 2017 ظهور القصة المصورة «ويل 2» التي تتحدث عن قصة القاتل الأردني الشهير أبو شاكوش.